# Peter Holten
Peter Holten (født 25. november 1816 i København, død 27. september 1897) var en dansk embedsmand. Han tog examen artium i 1834 og blev cand.jur. fra 1840. Holten var ansat ved Øresunds Toldkammer 1841–1858, amtmand og kommandant på Færøerne 1862–1871 samt amtmand over Bornholms Amt 1871–1894. Holten var uafhængigt medlem af Landstinget 1862–1866.